# Ma Alalta
Ma Alalta es un estratovolcán en la región de Afar de Etiopía, ubicado muy al oeste de la depresión de Danakil, al pie de la escarpa regional etíope. Tiene una elevación de la cumbre de 1745 m y se encuentra entre dos grandes horst relacionados con el Rift de África Oriental . 
Ma Alalta es de composición traquítica y riolítica, con calderas anidadas de forma ovalada en su cima. Extendiéndose al noreste y sureste del estratovolcán hay depósitos de ignimbrita que pueden estar relacionados con la formación de una caldera más grande en la que se encuentra Ma Alalta.
Los flancos noroeste, sureste y este de Ma Alalta han producido flujos de lava basáltica juveniles, mientras que el flanco sur ha producido cúpulas de obsidiana pantellerítica y flujos de lava recientes. Una de las cúpulas exhibe actividad fumarólica. 